# Vínarterta
La vínarterta ("torta viennese" in islandese) o randalín ("torta a strisce" in islandese) è un dolce islandese.

## Storia
Sebbene sia considerata un dolce islandese, la vínarterta ha probabili radici austriache. Si suppone infatti che la pietanza sia stata inventata in Austria per poi venire importata sull'Isola passando per Copenaghen. In seguito, lungo la seconda metà del XIX secolo, il dolce divenne famoso in tutto il Paese e soprattutto nei territori del New Iceland, nello stato canadese del Manitoba, occupati da migranti islandesi.

## Caratteristiche e varianti
La vínarterta è una torta che alterna strati di impasto alle mandorle e/o al cardamomo ad altri di confettura di prugne, che può a volte speziata con cannella, vaniglia, chiodi di garofano e cardamomo. La torta viene servita a fette rettangolari e accompagnata con il caffè. La torta può essere glassata con lo zucchero e aromatizzata con il bourbon. Secondo due varianti tradizionali e meno note risalenti al XIX secolo, la vínarterta presenta degli strati di confettura di albicocca o rabarbaro al posto di quella al gusto di prugna. A volte, il dolce può presentare altri tipi di ingredienti, fra cui panna e fragole.